# Graysville (Tennessee)
Graysville és una població dels Estats Units a l'estat de Tennessee. Segons el cens del 2000 tenia 1.411 habitants.

## Demografia
Segons el cens del 2000, Graysville tenia 1.411 habitants, 551 habitatges, i 400 famílies. La densitat de població era de 672,6 habitants/km².
Dels 551 habitatges en un 36,7% hi vivien nens de menys de 18 anys, en un 50,1% hi vivien parelles casades, en un 17,8% dones solteres, i en un 27,4% no eren unitats familiars. En el 23,4% dels habitatges hi vivien persones soles el 9,6% de les quals corresponia a persones de 65 anys o més que vivien soles. El nombre mitjà de persones vivint en cada habitatge era de 2,56 i el nombre mitjà de persones que vivien en cada família era de 3,01.
Per edats la població es repartia de la següent manera: un 27,1% tenia menys de 18 anys, un 9,6% entre 18 i 24, un 31,3% entre 25 i 44, un 22% de 45 a 60 i un 10,1% 65 anys o més.
L'edat mediana era de 34 anys. Per cada 100 dones de 18 o més anys hi havia 81,2 homes.
La renda mediana per habitatge era de 28.370 $ i la renda mediana per família de 32.163 $. Els homes tenien una renda mediana de 28.810 $ mentre que les dones 20.885 $. La renda per capita de la població era de 12.244 $. Entorn del 13,5% de les famílies i el 17,1% de la població estaven per davall del llindar de pobresa.

## Poblacions més properes
El següent diagrama mostra les poblacions més properes.